# چم قبرستان (پلدختر)
چولهول وسطی (پلدختر)، روستایی از توابع بخش معمولان شهرستان پلدختر در استان لرستان ایران است.

## جمعیت
این روستا در دهستان افرینه قرار دارد و براساس سرشماری مرکز آمار ایران در سال ۱۳۸۵، جمعیت آن ۲۴ نفر (۵خانوار) بوده‌است.